# Relations entre le Conseil de l'Europe et l'Union européenne
Les relations entre le Conseil de l'Europe et l'Union européenne remontent à 1992. Près de 180 programmes ont été mis en œuvre entre les deux organisations européennes dans des domaines tels que : les droits de l'homme, la culture la démocratie et la primauté du droit dans les pays voisins de l'UE,.

## Enjeux

### Adhésion de l'Union européenne au Conseil de l'Europe
En mai 2005, les États membres du Conseil de l'Europe, réunis à Varsovie, ont indiqué leur souhait de voir l'Union européenne adhérer au Conseil de l'Europe et à la Convention européenne des droits de l'homme. Dans les faits, les arrêts rendus par la Cour de justice de l'Union européenne sont déjà rendus de façon à être cohérent avec les arrêt de la Cour européenne des droits de l'homme. Cette adhésion n'a pas pour vocation à subordonner l'Union européenne au Conseil de l'Europe, ni même à modifier les traités. Cela permettrait de soumettre à un contrôle extérieur le respect des droits fondamentaux auxquelles les institutions de l'Union sont, par ailleurs, déjà soumises.
L'adhésion de l'Union européenne devait être rendue possible par la ratification du Protocole n° 14 à la Convention de sauvegarde des droits de l'homme et des libertés fondamentales. Ainsi, le 5 avril 2013, l'Union européenne et le Conseil de l'Europe ont finalisé un projet d'accord pour l'adhésion de l'UE à la Convention européenne des droits de l'homme. Afin d'être adopté, le projet d'accord devait être soumit à l'opinion de la Cour de justice de l'UE, puis que les États membres apportent un soutien unanime à l'adhésion, que le Parlement européen le soutienne aux deux tiers et que l'accord soit ratifié par les parlements des États membres du Conseil de l'Europe. Cependant, le 18 décembre 2014, la Cour de justice a rendu un avis négatif (n° 2/2013) sur l'adhésion de l'Union européenne à la CEDH. Le processus a donc connu une pause. Après cette impasse, certains sénateurs italiens ont mis en avant une nouvelle proposition, basée sur une fusion partielle des deux tribunaux.

### Confusion entre les deux organisations
Les deux institutions sont souvent confondues ce qui a conduit le Conseil de l'Europe à essayer de se démarquer de l'UE. Ainsi, le site internet du Conseil de l'Europe comporte une section « Ne pas confondre » qui résume les différents points institutionnels qui doivent être distingués.
Cette confusion a des raisons historiques mais repose également sur leurs noms, leurs symboles (drapeau, Journée de l'Europe, valeurs, etc.) et ceux de leurs organes et institutions, souvent proches.

## Sources

## Compléments